# Solomon Mutai
Munyo Solomon Mutai (22 ottobre 1992) è un maratoneta ugandese.

## Palmarès
| Anno | Manifestazione  | Sede           | Evento   | Risultato | Prestazione | Note |
| ---- | --------------- | -------------- | -------- | --------- | ----------- | ---- |
| 2014 | Commonwealth    | Glasgow        | Maratona | 4º        | 2h12'26"    |      |
| 2015 | Mondiali        | Pechino        | Maratona | Bronzo    | 2h13'30"    |      |
| 2016 | Giochi olimpici | Rio de Janeiro | Maratona | 8º        | 2h11'49"    |      |
| 2017 | Mondiali        | Londra         | Maratona | 11º       | 2h13'29"    |      |
| 2018 | Commonwealth    | Gold Coast     | Maratona | Argento   | 2h19'02"    |      |
| 2019 | Mondiali        | Doha           | Maratona | dnf       | dnf         |      |

## Altre competizioni internazionali
2013
- 6º alla BOclassic ( Bolzano) - 29'50"

2016
- 5º al Giro al Sas ( Trento) - 29'27"

2017
- Bronzo alla Maratona del lago Biwa ( Ōtsu) - 2h09'59"

2018
- 6º alla Shanghai International Marathon ( Shanghai) - 2h09'27"
- 9º alla Roma-Ostia ( Roma) - 1h04'03"

2019
- Bronzo alla Maratona di Vienna ( Vienna) - 2h09'25"

2021
- Bronzo alla Maratona di Istanbul ( Istanbul) - 2h10'25"

2022
- 6º alla Maratona di Enschede ( Enschede) - 2h11'01"
- Oro alla Maratona di Venezia ( Venezia) - 2h08'10"

2023
- Oro alla Maratona di Venezia ( Venezia) - 2h07'40"

2024
- Oro alla Maratona di Doha ( Doha) - 2h12'48"

2025
- 19º alla Maratona di Siviglia ( Siviglia) - 2h08'23"